# Valerio Bonini
Pour les articles homonymes, voir Bonini.
Valerio Bonini, né le 9 septembre 1924 à San Giovanni Valdarno en Toscane et mort le 15 décembre 2003 à Terranuova Bracciolini en Toscane, est un coureur cycliste italien, professionnel de 1949 à 1957.  

## Palmarès
- 1949
  - 5e du Tour de Toscane
  - 6e du Tour du Latium
  - 8e du Grand Prix de Prato
  - 9e du Tour d'Émilie
  - 10e du Tour des Apennins
- 1950
  - 7e du Grand Prix de Pescara
  - 9e du Trophée Baracchi avec Bruno Pontisso
  - 9e du Milan-San Remo
- 1951
  - Grand Prix di Campi Bisenzio
- 1952
  - 3e de la Coppa Belli à Pagnini
  - 5e du Grand Prix Ceprano
  - 6e du Tour du Latium
  - 7e des Trois vallées varésines
- 1955
  - 8e du Tour de Sicile

## Résultats sur les grands tours

### Tour de France
- 1950 : abandon (12e étape)

### Tour d'Italie
4 participations
- 1949 : 50e
- 1950 : 26e
- 1951 : abandon (11e étape)
- 1953 : abandon (18e étape)